# Narfe
Narfe er søn af Loke i den nordiske mytologi. Narfe har en bror, ulven Vale. Vale slår ved et uheld Narfe ihjel.